# Eucheilota flevensis
Eucheilota flevensis is een hydroïdpoliep uit de familie Lovenellidae. De poliep komt uit het geslacht Eucheilota. Eucheilota flevensis werd in 1922 voor het eerst wetenschappelijk beschreven door Van Kampen. 